# Хантер, Арчибальд (военный)
Арчибальд Хантер (англ. Archibald Hunter; 6 сентября 1856 года — 28 июня 1936 года) — генерал Британской армии, участник Англо-бурской войны, губернатор Омдурмана (Судан), а затем Гибралтара.

## Ранние годы
Арчибальд Хантер вместе с братом-близнецом родился в семье Арчибальда Хантера (1805—1868), лондонский бизнесмена, и Мэри Джейн Грэхем (1833—1905). Решив продолжать дело отца, получил начальное военное образование в Глазго, затем поступил в Королевское военное училище в Сандхерсте. В 1875 году в возрасте 19 лет получил звание младшего лейтенанта и начал службу в 4-м королевском ланкаширском полку.

## Восстание махдистов
Между 1884 и 1885 годами был в составе экспедиционных сил, отправленных на помощь Чарльзу Джорджу Гордону, находившемуся в плену Махди. Подкрепление прибыло слишком поздно, Гордон был убит за два дня до прихода британских войск.
Во время подавления Восстание махдистов Хантер участвовал во многих боях. Он командовал бригадой в составе войск генерал-майора Гренфелла в Суакине, был ранен.
В 1895 году был назначен губернатором провинцией Донгола в Судане и комендантом Пограничных сил. В 1896 году присоединился к англо-египетским экспедиционным силам под командованием лорда Китченера и Сирдара (главнокомандующего Египетской армией). Судан был отбит, и Хантер получил под командование Египетскую дивизию. В 1899 году он был назначен губернатором Омдурмана.

## Вторая англо-бурская война
С началом Второй англо-бурской войны в октябре 1899 года, генерал-майор Хантер (в действительности занимавший должность начальника штаба при генерале Редверсе Буллере в 1-м армейском корпусе) находился в штабе отряда Джорджа Уайта. Участвовал в битве при Ледисмите в Натале и в последующее 118 дней оставался в осаде. 8 декабря провёл успешный рейд против буров, уничтожив их 155-мм орудие Creusot Long Tom и гаубицу.
1 марта 1900 года Ледисмит был деблокирован. 6 марта Хантеру было присвоено звание генерал-лейтенанта. Он получил под командование 10-ю дивизию.
10-я дивизии была направлена в распоряжение Фредерика Робертс, командовавшего армией на Южно-африканском западном фронте. Армия на тот момент располагалась в Блумфонтейне, захваченной столице Оранжевого Свободного государства. Хантер выступил с дивизией в поход на Преторию, границу Трансвааля пересёк 3 мая. После захвата Претории армии Робертса пришлось столкнуться с партизанской войной, и Хантер как главнокомандующий во главе пяти колонн был отправлен к Брандуотеру, где принудил к сдаче 4314 буров во главе с Мартинусом Принслоо. Это стало самым большим на тот момент числом пленных, захваченных в войне, и обошлось крайне малым числом жертв для британцев: погибло 33 и было ранено 242 военнослужащих.

## Поздние годы
В начале 1901 года Хантер по просьбе короля Эдуарда VII участвовал в специальной дипломатической миссии, уведомившей правительства Дании, Швеции и Норвегии, России, Германии и Саксонии о восхождении на престол нового короля Великобритании.
В мае 1901 года Хантер был назначен командующим Шотландского округа. В 1903 году встал во главе Бомбейской армии (переименованной в 1905 году в Западный армейский корпус). В 1907 году он возглавил Южную армию в Индии.
С 1910 по 1913 годы Хантер был губернатором Гибралтара. В 1914 году он бал назначен командующим 13-й (Западной) дивизии.
В Первую мировую войну служил в качестве командующего 3-й армии. Затем его направили в Олдершот, сначала в качестве начальника Олдершотского учебного центра, а позднее поставили во главе Олдершотского командования. В 1918 году Хантер ушёл в отставку.
На всеобщих выборах 1918 года Арчибальд Хантер был избран в парламент от Ланкастера, но следующие всеобщие выборы 1922 года проиграл.

## Почетные звания и награды
- Июнь 1901 — Почётный доктор права (LL.D) Университета Глазго[12]
- Рыцарь большого Креста Ордена бани
- Рыцарь большого Креста Королевского Викторианского Ордена
- Орден «За выдающиеся заслуги»

## Семья
В 1910 году Арчибальд Хантер сочетался браком с Мэри, вдовствующей баронессой Инверклайд (1866—1924), бывшей женой Джорджа Бернса, 2-го барона Инверклайд (1861—1905) и дочерью Хиксона Фергюссона.